# Rábasebes, Győr-Moson-Sopron
Rábasebes  este un sat în districtul Csorna, județul Győr-Moson-Sopron, Ungaria, având o populație de 83 de locuitori (2011). 

## Demografie
Componența etnică a satului Rábasebes
     Maghiari (100%)
Componența confesională a satului Rábasebes
     Romano-catolici (73,49%)
     Necunoscută (26,51%)
Conform recensământului din 2011, satul Rábasebes avea 83 de locuitori. Din punct de vedere etnic, majoritatea locuitorilor (100,0%) erau maghiari.  Din punct de vedere confesional, majoritatea locuitorilor (73,49%) erau romano-catolici. Pentru 26,51% din locuitori nu este cunoscută apartenența confesională.